# THE VIDEO COMPILATION IV
『THE VIDEO COMPILATION IV』（ザ・ビデオ・コンピレーション・フォー）は、Every Little Thingのビデオ・クリップ集。

## 解説
ビデオ・クリップ集としては『THE VIDEO COMPILATION III』より約3年3ヶ月振りとなる。
本作以降、ビデオ・クリップ集は発売されていない。

## 収録曲
1. ファンダメンタル・ラブ
2. また あした
3. ソラアイ
4. 恋文
5. good night
6. きみの て
7. azure moon
8. ハイファイ メッセージ
9. スイミー